# Lijst van oorlogsmonumenten in Dronten
De Nederlandse gemeente Dronten heeft drie oorlogsmonumenten. Hieronder een overzicht.
| Nr.  | Object                         | Herdachte groep        | Ontwerper                   | Onthulling | Type            | Locatie                  | Plaats      | Coördinaten                   | Foto              |
| ---- | ------------------------------ | ---------------------- | --------------------------- | ---------- | --------------- | ------------------------ | ----------- | ----------------------------- | ----------------- |
| 1742 | Vliegersmonument               | geallieerde militairen | Pieter Jellema (10-06-1924) | 4 mei 1965 | overig          | De Rede 1, 8251 ER       | Dronten     | 52° 31' 25" NB, 5° 42' 60" OL | Meer afbeeldingen |
| 1743 | Airgunners-monument            | geallieerde militairen |                             | 2 mei 2006 | overig          | De Rede 80-82, 8251 EX   | Dronten     | 52° 31' 24" NB, 5° 43' 11" OL |                   |
| 3449 | Swifterbant, Vrijheidsmonument | algemeen               |                             | 3 mei 2009 | beeld/sculptuur | Zuidsingel 61a, 8255 CE  | Swifterbant | 52° 34' 11" NB, 5° 38' 36" OL |                   |
| 4116 | Crashmonument Lancaster        | geallieerde militairen |                             | 5 mei 1980 | gedenkmuur      | Lancasterdreef / De Zuid | Dronten     | 52° 30' 56" NB, 5° 43' 4" OL  |                   |

Almere ·
Dronten ·
Lelystad ·
Noordoostpolder ·
Urk ·
Zeewolde